# 笠原大
笠原 大（かさはら まさる）は日本の俳優。東京都出身。劇団『アコカ』の主宰者。アコカの主役俳優。

## 来歴
長野県で産まれ、東京都で育つ。
幼少時にブルース・リー、ジャッキー・チェンの映画に出会い、強い影響を受ける。
高校時代は空手部に所属。「走っているトラックに飛びつく」などの奇行が目立つ生徒だったという。
和光大学に進学後は、映画サークルで自主映画を製作。サークルのOBであった竹内鉄郎製作のビデオ作品に多数出演する。
1993年にサークルのメンバーと共に劇団『アコカ』を結成し、舞台活動を開始。
平行して数多くのテレビ番組やCMに出演。ファンタのCM「ドラゴン先生」が特に有名。
| スタブアイコン | サブスタブ | この項目は、まだ閲覧者の調べものの参照としては役立たない、俳優（男優・女優）に関連した書きかけの項目です。この項目を加筆・訂正などしてくださる協力者を求めています（P:映画/PJ芸能人）。 |